# Fullerene C-20

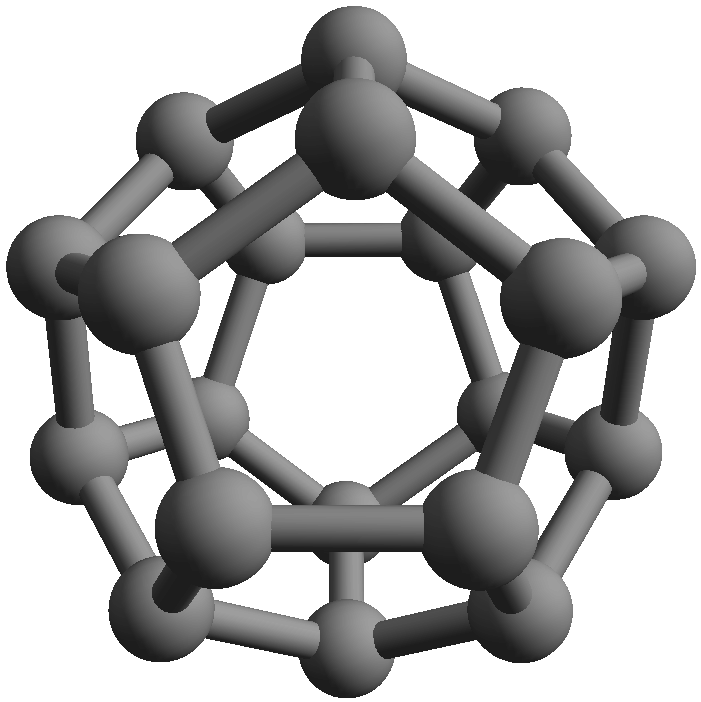
Struttura molecolare del fullerene C-20

Il fullerene C20 (o fullerene C-20, [20]fullerene, a volte solo C20) è chiamato così perché la sua formula molecolare è C20. Questo è il primo membro dei fullereni, una classe di allotropi del carbonio scoperta da Kroto, Smalley e colleghi nel 1985. Questi sono allotropi molecolari dell'elemento carbonio, contenuto nelle loro molecole in numero pari e che quindi che hanno formula generale C2n, con n numero naturale a partire da 10. Si tratta di molecole che hanno la forma di gabbie poliedriche (tridimensionali) aventi facce pentagonali ed anche esagonali (solo però se n è almeno 12), i cui vertici sono occupati da atomi di carbonio tricoordinati, dato che ogni vertice è comune a 3 facce; questo implica la presenza di doppi legami in aggiunta a quelli singoli, data la tetravalenza del carbonio.
Il fullerene C20 ha la molecola formata da un dodecaedro, un solido platonico con 12 facce pentagonali avente simmetria ideale icosaedrica, appartenente al gruppo puntuale Ih. Questo fullerene, che è il più piccolo e l'unico fullerene ad avere la struttura di solido platonico, è anche molto più reattivo rispetto agli altri ed è però stato scoperto dopo i fullereni di taglia più grande, segnatamente il C60 (buckminsterfullerene, il più noto) e i fullereni seguenti. Infatti, pur essendo stato previsto teoricamente come molecola di per sé stabile anni addietro, il C20 è stato ottenuto e caratterizzato in fase gassosa solo nel 2000.
Il corrispettivo saturo del fullerene C20 è il dodecaedrano (C20H20), un idrocarburo platonico avente anch'esso identica simmetria Ih. Questo rappresenta un punto di contatto tra fullereni e idrocarburi platonici: due classi separate di sostanze.

## Struttura e proprietà
Gli atomi di carbonio nel fullerene C20 sono situati nei 20 vertici del dodecaedro (ogni vertice è comune a 3 pentagoni) e le connessioni tra di essi avvengono lungo gli spigoli, che sono 30; di queste connessioni, 20 si realizzano come legami singoli e 10 come legami doppi; di conseguenza, ogni atomo di carbonio è impegnato in un legame doppio e perciò il suo schema di ibridazione è di tipo sp2, per la quale l'angolo ideale sarebbe di 120° in una coordinazione planare dell'atomo di carbonio. Questa ideale planarità non può essere raggiunta nei fullereni, dove gli atomi di carbonio devono formare un poliedro (convesso), disegnando quindi una superficie chiusa (3D); la deformazione angolare che ne consegue fa sorgere una tensione sterica. Tale tensione comporta un aumento di energia potenziale, e quindi una instabilità. Questo aumento di energia potenziale dovuta alla chiusura della superficie è la stessa per ogni fullerene, ma la sua ripartizione per ogni atomo di carbonio varia: per il C60 si distribuisce (diluisce) in 60 atomi, nel fullerene C20 gli atomi che la condividono sono solo 20 e quindi questo rende quest'ultimo significativamente meno stabile (e più reattivo) dei fullereni di taglia media o medio-grande e ben più reattivo rispetto ad essi. Questo si può apprezzare anche dal fatto che ogni atomo C forma con i vicini 3 angoli di 108° (angolo interno del pentagono regolare), invece dei 120° che sarebbero richiesti per l'ibridazione sp2.

## Sintesi
L'ottenimento del fullerene C20 ha presentato, data la sua natura instabile, notevoli difficoltà: non si è rivelato possibile ottenerlo con i metodi adoperati per il fullerene C60 e consimili di taglia media e medio grande, i quali fullereni vengono prodotti, in miscela, nella fase di condensazione del vapore che si ottiene da una qualche forma di carbonio (C amorfo, grafite, fuliggine) investita da impulsi ad alta energia (laser, arco elettrico, etc.); dopodiché la miscela viene separata nei suoi componenti.
La strategia di sintesi intrapresa per il C20 parte dal dodecaedrano C20H20. L'idea è quella di rimpiazzare i forti legami C−H con quelli C−Br, che sono molto più deboli, cui segue una più agevole debromurazione a C20.